# Ödenburger Gebirge
Ödenburger Gebirge är en bergskedja i Österrike på gränsen till Ungern.  Den ligger i den östra delen av landet, 60 km söder om huvudstaden Wien.
I omgivningarna runt Ödenburger Gebirge växer i huvudsak blandskog. Runt Ödenburger Gebirge är det tätbefolkat, med 266 invånare per kvadratkilometer.